# 興宣駅
興宣駅（フンソンえき）は、大韓民国京畿道議政府市議政府洞にある議政府軽電鉄の駅である。駅番号は(U115)。

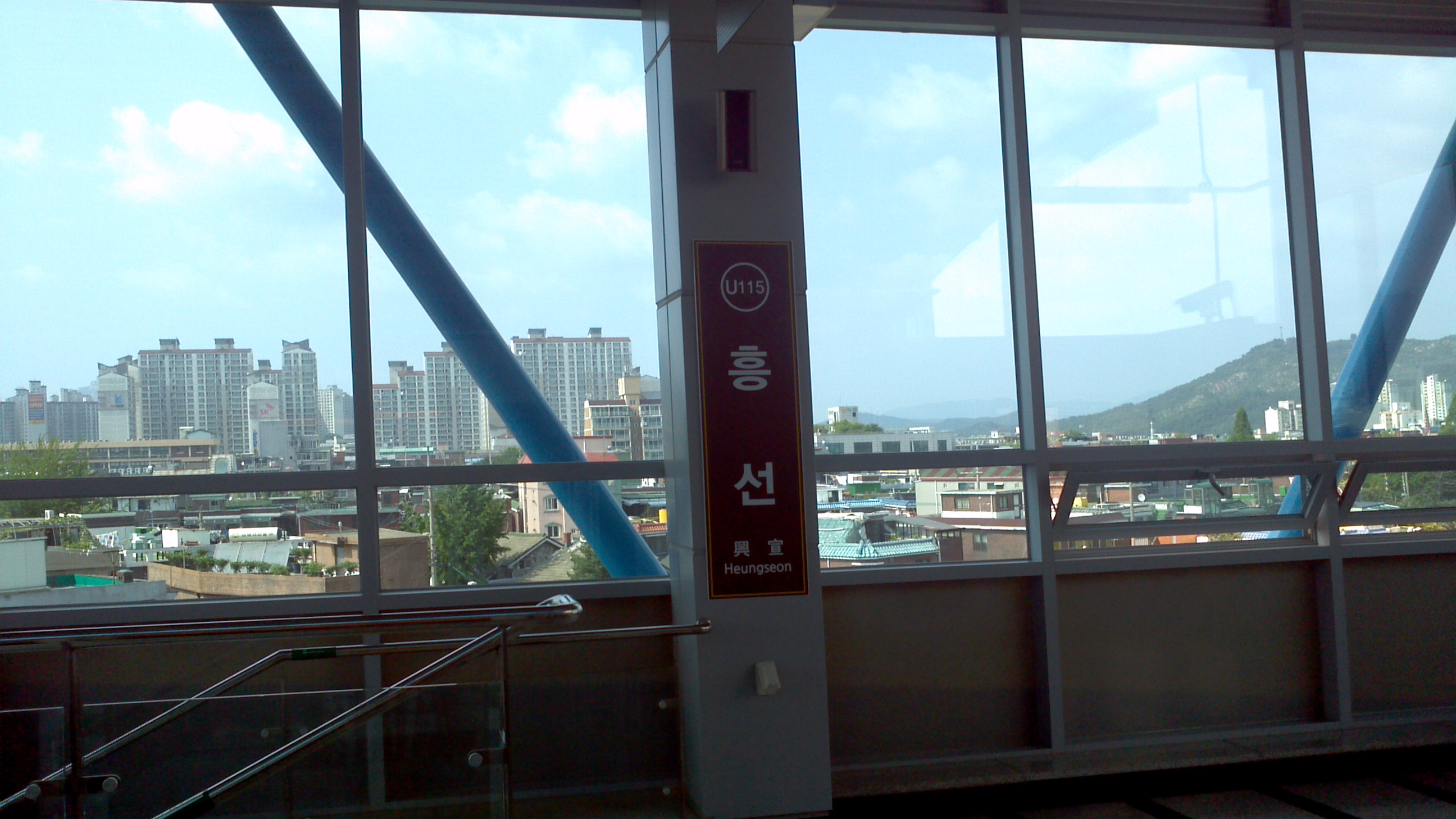
駅名標

## 駅構造
相対式ホーム2面2線を有する高架駅。　

### のりば
| 上り | ● | 鉢谷・回竜・軽電鉄議政府方面     |
| 下り | ● | 東梧・京畿道庁北部庁舎・塔石方面 |

## 駅周辺
- 議政府警察署
- 議政府西中学校
- 議政府西小学校
- 佳陵小学校
- 佳陵2洞住民センター

## 歴史
- 2012年7月1日 - 議政府軽電鉄が開業。

## 隣の駅
議政府軽電鉄
●議政府軽電鉄　
議政府市庁駅 (U114) - 興宣駅 (U115) - 議政府中央駅 (U117)